# Litván talonas
A litván talonas Litvánia ideiglenes fizetőeszköze volt 1991 és 1993 között. A szovjet rubel helyett vezették be 1:1 arányban, a talonast pedig a litas váltotta fel 1:100 arányban. A talonas csak papírpénz formájában létezett. 1994-ben Grigiškės-ben 30 tonna értéktelen papírpénzt WC-papírként hasznosítottak újra.